# Codename: Gordon
Codename: Gordon ist ein flashanimiertes Side-scrolling Spiel entwickelt von Paul Kamma (X-Tender) und Sönke Seidel (Warbeast) von Nuclear Vision. Es wurde über die Steam-Plattform von Valve angeboten. Das Spiel wurde vor der offiziellen Veröffentlichung von Half-Life 2 als eine Art Werbung veröffentlicht und war für jeden mit einem gültigen Steam-Konto kostenlos zugänglich.
Codename: Gordon ist eine alternative Interpretation der Handlung von Half-Life 2. Der Spieler kontrolliert Gordon Freeman in und um City 17, bekämpft so genannte Combine-Einheiten, alienartige Headcrabs, und andere Gegner während man Verbündete wie Alyx Vance und Eli Vance trifft. Codename: Gordon unterscheidet sich vom bekannten Half-Life 2, denn es ist nur zweidimensional. Der Spieler benutzt die Tastatur um die Spielfigur nach links und rechts zu bewegen und um sie springen zu lassen. Dabei kann man mit der Maus um 270° zielen, wobei der Bereich direkt unter der Spielfigur nicht anvisiert werden kann.
Im Gegensatz zum dreidimensionalen Half-Life ist der Spieler in der Lage, mit den Verbündeten zu kommunizieren. Die Verbündeten sprechen in ganzen Sätzen (Codename: Gordon hat keine Sprachausgabe), Gordon im Gegensatz "antwortet" durch das Benutzen von IM typischen Emoticons, wie z. B. ;-( und ^_^.
Das Spiel kann immer noch kostenlos von Steam heruntergeladen werden, weil es zum Paket 0 gehört und dadurch automatisch von jedem Account besessen wird steam://install/92.